# Кипчакский, Мустафа
Мустафа Мурза Кипчакский (1861, Таврическая губерния — не ранее 1918) — помещик, крымскотатарский общественный деятель, активный участник Таврического губернского земства. Краевой контролер (инспектор в ранге министра). Крымского краевого правительства генерала М. А. Сулькевича (1918).

## Биография

### Происхождение и образование
Родился по данным формулярного списка в 1861 году в семье дворянина, коллежского регистратора Мемет Мурзы Кипчакского, имел три брата. Его отец был землевладельцем Симферопольского уезда, часть земли в размере 874 десятин впоследствии и передал сыну. Самому Мустафе Кипчакскому принадлежал земельный надел в размере 500 десятин в Евпаторийском уезде. Образование он получил в Севастопольском Константиновском реальном училище. По окончании в мае 1882 года он был зачислен в штат канцелярии Евпаторийского уездного предводителя дворянства.
В октябре 1884 года по выборам дворянства на трехлетие с 1885 года он был избран депутатом от дворянства Евпаторийского уезда и утвержден в этой должности таврическим губернатором. Многократно переизбирался депутатом от дворянства. В 1885 году был произведен в коллежские регистраторы, в 1887 году в губернские секретари. С 1888 года его несколько раз избирали на должность почетного мирового судьи по Симферопольскому уезду. Впервые 12 октября 1888 года, с утверждением указом правительствующего сената от 1 июня 1889 года. В последующие годы избрание в мировые судьи повторялось неоднократно, однако не всегда его назначение на эту должность происходило гладко. Например, в 1895 году Правящий Сенат отказал в утверждении на должность судьи из-за того, что «доставленные относительно губернского секретаря М. М. Кипчакского сведения не полны, так как не показаны наследники и наследницы к недвижимому имуществу его отца». Дело затянулось на два года, но в итоге 28 января 1897 года он был утвержден в должности судьи.

### Деятельность в земстве
С 1891 года началась работа М. М. Кипчакского в органах земства: в Симферопольском и Перекопском уездных и в Таврическом губернском земском собраниях (ТГЗС), Симферопольской уездной земской управе (СУЗУ). В СУЗС М. М. Кипчакский непрерывно проработал, начиная с 1891 и до 1918 года. В первом же собрании СУЗС он энергично выступил в защиту прошения о ссуде на покупку земли поселенцами, была принята положительная резолюция. В дальнейшем круг вопросов, входивших в сферу интересов гласного включал в себя не только проблемы экономического характера, но и образования, медицинского обслуживания, что учитывалось при формировании комиссий земства. Его неоднократно избирали в состав врачебного совета, училищной комиссии, сельскохозяйственного совета, попечителем и заведующим учебных заведений уезда. Протоколы заседаний показывают, что М. М. Кипчакский был одним из самых активных членов собраний. Он хлопотал о выделение средств из земских сумм на поездки врачей на курсы в Санкт-Петербург, о переустройстве и ремонте старых приемных покоев и постройке новых, об открытии школы повитух и прочем. Его внимание вызывали и вопросы образования в уезде, заседания училищного совета. Часто он выступал в роли секретаря земского собрания. Его выбирали экспертом в решении вопросов купли-продажи или оценки имущества, приобретаемого земством.
Впервые в члены управы он был избран в первое свое присутствие в СУЗС в 1891 году. На чрезвычайном собрании Симферопольского уездного земства 9 декабря 1891 года было решено выбрать дополнительно трех членов без жалования, одним из них и стал М. М. Кипчакский, он был утвержден в этой должности губернатором. В первый год своей работы он должен был заведовать земскими уездными повинностями денежными и натуральными в трех волостях уезда: Зуйской, Табулдинской, Подгородне-Петровской.
Он входил, благодаря происхождению и образованию, в крымско-татарскую культурную элиту. Например, при праздновании в Бахчисарае в 1893 году юбилея газеты Терджиман он был в числе почётных гостей. «..в типографии был накрыт европейский стол на тридцать персон для русских гостей и мурз. В числе мурз и беков, прибывших из уездов и городов, были князь Али бей Болатуков, бывший перекопский предводитель дворянства Омар мурза Караманов, предводитель дворянства того же уезда Адиль мурза Карашайский, подполковник Исмаил мурза Муфтизаде, Аметша мурза Тайганский, Али мурза Тайганский, Сулейман мурза Тайганский, Мустафа мурза Кипчакский и Али мурза Булгаков».
В 1895 году он был выбран в члены управы уже на жаловании. Как член управы, а впоследствии как её председатель на протяжении нескольких лет он входил в состав врачебного совета уезда. В 1898 году М. М. Кипчакский уже числился заступающим место председателя управы. В 1900 году он как гласный при закрытой баллотировке шарами в собрании большинством 24 голоса против 6 был избран председателем СУЗУ. Он оставался в качестве председателя СУЗУ на протяжении 8 лет, ушел с должности по своему желанию в 1908 году.
В 1906—1908 годах вместе с Исмаил Мурзой Арабским и Сет Мамутом Сеит-Велиевым Мустафа Мурза Кипчакский являлся цензором газеты «Ватан хадими».
В 1894 году он стал членом Перекопского уездного земского собрания (ПУЗС). Всю его деятельность гласным ПУЗС условно можно разделить на два периода: 1894—1900 и 1912—1917 годы. Во второй период своей работы он становился членом ревизионной комиссии, экономического совета и агрономического совещания, комиссию по рассмотрению частных ходатайств и многих временных комиссий, а также участвовал в обсуждении вопросов развития экономики, образования, здравоохранения в Перекопском уезде.
С 1900 года он на протяжении семи лет в первый раз и с 1917—1918 годы второй раз входил в состав Таврического губернского земского собрания. Первое свое присутствие в ТГЗС М. М. Кипчакский входил в него не как выборный член от земства, а как председатель СУЗУ. В период 1917—1918 годах он выступал как избранный от ПУЗС гласный. М. М. Кипчакского регулярно избирали в состав дорожной, больничной, ревизионной, оценочной комиссий, а также в комитет народной трезвости.

### В Крымском краевом правительстве
Осенью 1918 года Мустафа мурза Кипчакский вошёл в состав Крымского краевого правительства генерала М. А. Сулькевича в должности краевого контролера (инспектора). Вскоре с уходом из Крыма немцев прогерманское правительство М. А. Сулькевича было заменено правительством С. С. Крыма.

## Семья
- жена Эмине Ханым (брак 1887), дочь статского советника Караманова,

дети:
- Измаил (1887),
- дочь Хатидже (1889)
- Ильяс (брак 1891),
- Джелял (брак 1893)[1].

## Награды
- орден Святого Владимира IV степени «в награду усердного и беспорочного прослужения по выборам дворянства».
- серебряная медаль на Александровской ленте «в память в бозе почившем Императора Александра III»[1].